# مشعل إنذار

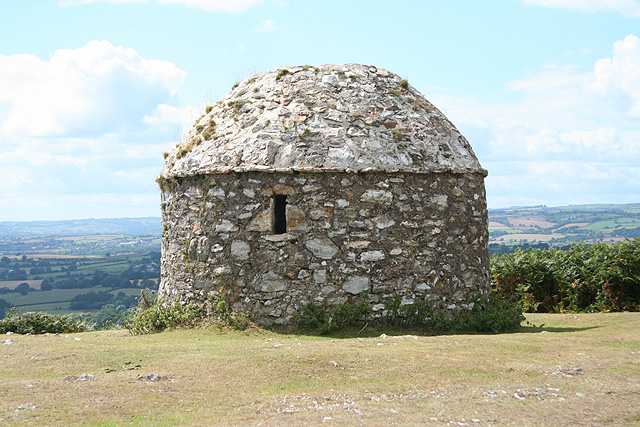
بقايا مشعل إنذار مبكر قديم في إنكلترا.

مشاعل الإنذار المبكرة هي عبارة عن نظام إنذار مبكر كان يُستخدم قديماً للتواصل بين فرق ومواقع الجيوش المتباعدة وإعلامها على وجه السرعة بدنو هجوم عسكري. وتتلخص الفكرة بإنشاء مشاعل خشبية ضخمة فوق قمم الجبال والتلال القريبة من البحر، بحيث يمكن لمن يقف فوق إحدى هذه القمم أو التلال أن يرى قمةً أو تلةً أخرى ضمن سلسلة نظام الإنذار المبكر. 
 وفي الغالب كانت هذه السلاسل تبدأ بأبراج مراقبة تتمركز على رواب تُطل على البحر أو تلال تُشرف على مناطق مفتوحة فسيحة (سهول أو سهوب مثلاً) لإعلام القلاع والوحدات المتمركزة داخل الممالك والدول بدنو الهجوم المحتمل على جناح السرعة، ما يتيح لها الوقت للاستعداد بغية الدفاع أو الهجوم، سيما وأن الجيوش قديماً كانت تستغرق وقتاً من الزمن لبلوغ وجهتها، حيث أن الفرق كانت إما تمتطي الدواب أو تسير راجلة ومدججة بالسلاح، لذا كان نظام الإنذار المرئي هذا يسمح ببضعة أيام من الاستعداد للمعركة. 
 ويستفيد هذا النظام من سرعة الضوء، فيتفوق بذلك عن سواه من أنظمة الإنذار القديمة مثل الأنظمة الصوتية أو الدخانية أو الحمام الزاجل أو سواها، كما أنه يسمح بنقل الرسائل التحذيرية لمسافات بعيدة جداً في غضون دقائق أو ساعات.

## أمثلة
يمكن أخذ فكرة عن مدى سرعة وفعالية نظام مشاعل الإنذار المبكر في العديد من الأفلام والمسلسلات العربية والأجنبية، ومن أكثرها إيضاحاً أحد مشاهد ثلاثية "سيد الخواتم". 

أما من الأمثلة الحية، فيمكن ملاحظة آثار نظام إنذار مبكر ما بين بعض القلاع التاريخية الموجودة في سوريا. وعلى سبيل المثال، يوجد فوق برج المراقبة المطل على شواطئ طرطوس مشعل إنذار يمكن رؤيته من قلعة المرقب، التي يوجد فوقها مشعل آخر، ومن ثم تنتقل الإشارة فوق قمم الجبال نحو برج صافيتا (يوجد مشعل على سطحه أيضاً) باتجاه قلعة الحصن عبر قمم الجبال أيضاً، ونحو قلاع أخرى في الداخل. 

وما زالت مشاعل الإنذار المبكر حاضرة في حياتنا المعاصرة، بشكل أو بآخر، كوسائل للتخاطب أو الإشارة عن بعد، حيث يمكن إيجادها في المنارات البحرية وأجهزة التخاطب الضوئية ما بين السفن والطائرات والمحطات وأنظمة الإرشاد في المطارات.